# 웬디 케슬먼
웬디 케슬먼(Wendy Kesselman, 1940년 ∼ )은 희곡 외에도 영화, 뮤지컬, 그리고 청소년을 위한 극을 쓰는 작가이다. 1981년 켄터키주 루이빌 소재 액터스 시어터(Actor’s Theatre)에 대표작인 ＜이 집에 사는 내 언니＞를 발표하고 극작가로서의 존재를 뚜렷이 드러냈다. 이 작품을 쓰기 위해 그녀는 프랑스의 르망을 방문해 파팽 사건 생존자들을 취재했고 프랑스에 체류한 경험으로 프랑스를 배경으로 한 다른 작품들을 쓰기도 했다. ＜올랭프와 사형집행인(Olympe and the Executioner)＞, ＜사형집행인의 딸(The Executuioner’s Daughter)＞은 프랑스혁명을 배경으로 한 작품이다.